# Дашко, Анатолий Михайлович
Анатолий Михайлович Дашко (бел. Анатоль Міхайлавіч Дашко; род. 25 января 1960, Несвиж, Минская область, Белорусская ССР, СССР) — белорусский врач и политический деятель, депутат Палаты представителей Национального собрания VI и VII созыва.

## Биография
Анатолий Дашко родился 25 января 1960 года в городе Несвиж Минской области.
Образование высшее — окончил Минский государственный медицинский институт, врач-лечебник, а также Белорусскую медицинскую академию последипломного образования по специальности «Организация здравоохранения».
Работал врачом-акушером-гинекологом, районным гинекологом Ганцевичской центральной больницы Брестской области; клиническим ординатором кафедры акушерства и гинекологии Минского государственного медицинского института; врачом-акушером-гинекологом Брестского роддома; заведующим 1-м гинекологическим отделением, главным врачом Брестского областного роддома.
Избирался депутатом Брестского городского Совета депутатов.
Принимал участие в парламентских выборах в Республике Беларусь 11 октября 2016 года, в ходе которых был избран депутатом от Брестско-Восточного избирательного округа №3. Переизбран 17 ноября 2019 года на очередной срок.

## Депутат Палаты представителей

### VI созыв (11 октября 2016 — 6 декабря 2019)
Являлся членом Постоянной комиссии по труду и социальным вопросам.
Законопроекты:
- «О ратификации Договора между Республикой Беларусь и Чешской Республикой о пенсионном обеспечении»;
- «О ратификации Конвенции между Республикой Беларусь и Королевством Испания об избежании двойного налогообложения и предотвращении уклонения от уплаты налогов в отношении налогов на доходы и капитал».

### VII созыв (с 6 декабря 2019)
Является членом Постоянной комиссии по труду и социальным вопросам.

## Выборы
| Кандидат                    | Кандидат                      | Субъект выдвижения                                  | Голосов | %    |
| --------------------------- | ----------------------------- | --------------------------------------------------- | ------- | ---- |
|                             | Дашко Анатолий Михайлович     | Беспартийный                                        | 21 716  | 62,4 |
|                             | Канюс Анна Владимировна       | Белорусская социал-демократическая партия (Грамада) | 3 877   | 11,1 |
|                             | Анищенко Татьяна Григорьевна  | Белорусская патриотическая партия                   | 1 612   | 4,6  |
|                             | Костюкович Диана Степановна   | Объединённая гражданская партия                     | 1 411   | 4,1  |
|                             | Гендель Татьяна Александровна | Партия БНФ                                          | 1 040   | 3,0  |
|                             | Лубков Алексей Анатольевич    | Белорусская партия левых «Справедливый мир»         | 752     | 2,2  |
| Против всех                 | Против всех                   | Против всех                                         | 3 939   |      |
| Недействительных бюллетеней | Недействительных бюллетеней   | Недействительных бюллетеней                         | 461     |      |
| Всего                       | Всего                         | Всего                                               | 59 845  | 100  |
| Явка избирателей            | Явка избирателей              | Явка избирателей                                    | 34 808  | 58,2 |

| Кандидат                    | Кандидат                      | Субъект выдвижения                                  | Голосов | %     |
| --------------------------- | ----------------------------- | --------------------------------------------------- | ------- | ----- |
|                             | Дашко Анатолий Михайлович     | Беспартийный                                        | 16 914  | 49,40 |
|                             | Канюс Анна Владимировна       | Белорусская социал-демократическая партия (Грамада) | 3 896   | 11,38 |
|                             | Старик Елена Николаевна       | Республиканская партия труда и справедливости       | 3 254   | 9,50  |
|                             | Лысенко Светлана Владимировна | Беспартийная                                        | 2 800   | 8,18  |
|                             | Мельник Александр Николаевич  | Белорусская партия левых «Справедливый мир»         | 1 535   | 4,48  |
|                             | Анищенко Татьяна Григорьевна  | Белорусская патриотическая партия                   | 1 381   | 4,03  |
|                             | Боярчук Алексей Анатольевич   | Либерально-демократическая партия                   | 865     | 2,53  |
| Против всех                 | Против всех                   | Против всех                                         | 3 228   |       |
| Недействительных бюллетеней | Недействительных бюллетеней   | Недействительных бюллетеней                         | 368     |       |
| Всего                       | Всего                         | Всего                                               | 60 126  | 100   |
| Явка избирателей            | Явка избирателей              | Явка избирателей                                    | 34 241  | 56,95 |

## Награды
- Медаль «За трудовые заслуги»;
- Знак «Отличник здравоохранения Республики Беларусь»;
- Почётный знак федерации профсоюзов медицинских работников;
- Почётные грамоты:
  - Национального собрания Республики Беларусь;
  - Управления здравоохранения Брестского областного исполнительного комитета;
  - Отраслевого профсоюза медицинских работников.

## Личная жизнь
Женат, имеет дочь и сына.